# Txórnoie
Txórnoie (en rus: Чёрное) és un poble (possiólok) del krai de Perm, a Rússia, que pertany al districte rural de Solikamski. El 2021 tenia 1.056 habitants.